# Smolnevo
Smolnevo (en rus: Смольнево) és un poble de l'óblast de Vladímir, a Rússia, segons el cens del 2010 tenia 11 habitants. Pertany al districte de Kirjatx.